# Slaget om Mareth-linjen
Slaget om Mareth-linjen var en del af en allieret operation under General Bernard Law Montgomery i Tunesien under 2. verdenskrig med henblik på at angribe og erobre Mareth-linjen i det sydlige Tunesien, som blev forsvaret af tyske og italienske styrker under general Giovanni Messe. Det indledende angreb, Operation Pugilist, kom i vanskeligheder da det efter at et indledende brohoved var blevet etableret ikke lykkedes at opnå et afgørende gennembrud idet aksemagternes styrker gennemførte kraftige modangreb. Angrebet muliggjorde imidlertid en alternativ angrebsrute og lagde således grundlaget for Operation Supercharge II, en omringningsmanøvre gennem Tebaga-hullet. Montgomery forstærkede angrebet i flanken, som den 26. marts tvang aksemagternes styrker til at gennemføre en tilbagetrækning, som blev afsluttet den 31. marts med 8. armé i forfølgelse.

## Baggrund
Efter et fejlslået forsøg ved Medenine på at forstyrre de allieredes forberedelser havde aksemagternes styrker trukket sig tilbage til forberedte stillinger i Mareth-linjen. Samtidig vendte Erwin Rommel tilbage til Europa for bestandig og overkommandoen overgik til den italienske general Giovanni Messe, hvilket var første gang at tyske enheder kom under italiensk kommando, omend med en tysk forbindelsesofficer, generalmajor Fritz Bayerlein. Der var imidlertid ikke tale om en enhedskommando. Italienske ordrer blev ignoreret og tyske enheder fastsatte i praksis deres egne mål, som italienske enheder så måtte tilpasse sig.
Der var også uenighed indenfor den tyske hærledelse. Rommel tvivlede på kvaliteten af Mareth-linjen og havde længe talt for en stilling ved Gabès, mellem havet og de omfattende uigennemtrængelige saltmarskområder kaldet Chotts. Han havde også hævdet at operationer ved Mareth og Gabès kun kunne forsinke de allierede og at aksestyrkerne skulle koncentreres meget længere nordpå. Hitler var uenig indtil Rommel var vendt tilbage til Tyskland og accepterede først argumenterne den 10. marts. Yderligere uenigheder med Albert Kesselring og den italienske overkommando forsinkede beslutningen og til sidst blev man nødt til at vende tilbage til at bruge Mareth-stillingen.

### Geografi
Det vanskelige terræn i det sydlige Tunesien og den lokale geografi havde stor betydning for forløbet af såvel operation Pugilist og Supercharge II da det terræn, der kunne bruges til militære manøvrer blev indskrænket af vanskelige klippekamme og ørken. Overfor bugten hvor nord-syd kysten åbner sig mod øst var kystsletten dækket af halvtørt krat og afgrænses ind i landet af Matmata bakkerne (eller Monts des Ksour) som ligger fra syd mod nord. Hen over denne slette nogenlunde i en linje fra sydvest til nordøst lå en række forter og befæstninger, som var blevet bygget af franskmændene i 1930'erne og blev kaldt Mareth-linjen og de blev kernen i Rommels forsvarslinje. I nord slutter både bakkerne og rækken af forter ved Tebaga-hullet et lavt bjergpas som adskiller Matmata-bakkerne fra Djebel Tebaga-bakkerne, en anden linje af højtliggende områder ligger vest for hullet i øst-vestlig retning. Nord og vest herfor ligger Chott el Djerid. Vest for Matmata-bakkerne er landet tørt og udgøres herefter af uigennemtrængeligt sand Grand Erg Oriental. Byen Gabès ligger ved kysten hvor kystsletten møder ruten fra Tebaga-hullet. Nord for Gabès passerer vejen til Sfax mellem havet og Chott el Djerid og denne var Montgomerys eneste vej nordpå, en rute som blev blokeret af Mareth-linjen.
Aksestillinger i Mareth-linjen drog fordel af terrænet. Wadi Zigzaou er en naturlig panserspærring med stejle 20 meter høje sider. Den nordvestlige side var også blevet befæstet af franskmændene og senere forstærket. Den krydser kystsletten fra Zarat til Toujane. I Matmata-bakkerne var terrænet alene tilstrækkeligt som forsvar. I 1938 havde franskmændene fundet ud af at Dahar ikke kunne passeres af motoriserede køretøjer og havde derfor ikke forlænget Mareth-linjen. Da man nåede til 1943 var de militære køretøjer blevet bedre. Briterne havde også høstet megen erfaring med at køre i ørkenen og vurderede derfor, at Dahar kunne byde på en mulighed for at omgå Mareth-linjen - det såkaldte venstresving. Tyskerne forsøgte at forsvare det, men Rommel havde længe talt for - omend uden held - at hullet ved Gabes gav bedre muligheder for forsvar.

## Slagorden

### 8. britiske armé (General Sir Bernard Montgomery)
30. korps (generalløjtnant Sir Oliver Leese)
britiske 50. infanteridivision
britiske 51. infanteridivision
indiske 4. infanteridivision
britiske 201. gardebrigade
britiske 23. pansrede brigade
Newzealandske korps (generalløjtnant Bernard Freyberg)
newzealandske 2. division
britiske 8. pansrede brigade
1. bataljon af kongens dragongarderegiment
64. middelsvære regiment, Royal Artillery
57. panserværns regiment, Royal Artillery
et batteri af 53. lette antiluftskytsregiment, Royal Artillery
Leclerc Force (med den græske hellige eskadron)
10. korps (generalløjtnant Sir Brian Horrocks)
britiske 1. pansrede division
britiske 7. pansrede division (inkl. 4. let pansrede brigade undtagen kongens dragongarderegiment)
Frie franskes flyvende kolonne

### 1. italienske armé (General Giovanni Messe)
I linjen:

italienske 20. korps
italienske 101. motoriserede division Trieste
italienske 136. infanteridivision Giovani Fascisti
tyske 90. lette infanteridivision Afrika
italienske 21. korps
italienske 80. infanteridivision La Spezia (luftlande)
italienske 16. motoriserede division Pistoia
tyske 164. lette infanteridivision Afrika
I reserve:
tyske 15. panserdivision
Til at dække Tebaga:
Sahara gruppen
Ikke designeret:
tyske 21. panserdivision
På Gafsa fronten:
tyske 10. panserdivision
italienske 131. pansrede division Centauro
Den 19. flak division med 16 88 mm batterier og adskillige 20 mm antiluftskytsbatterier lå alle ved kysten. 1. Luftwaffe Brigade, som ikke var meget større end en bataljon, lå bag Giovani Fascisti og Afrika pansergrenaderregimentet bevogtede hovedvejen mellem Gabès og Mareth. Disse var sammen med 164. lette division de eneste mobile infanterienheder, der var til rådighed.
I hans oprindelige plan skrev Montgomery "... målet med operation Pugilist er at nedkæmpe fjenden, som nu står overfor 8. armé i Mareth stillingen, og rykke frem og erobre Sfax."

## Slaget

### Operation Pugilist
Den 19. marts angreb 30. korps fra den 8. britiske armé Mareth-linjen i en operation med kodenavnet Pugilist. Den britiske 50. infanteridivision gennembrød med besvær den italienske front nær Zarat. Terrænet og kraftig regn forhindrede imidlertid indsættelsen af kampvogne og panserværnskanoner, så infanteriet var i første omgang overladt til sig og muliggjorde derved den tyske 15. panserdivisions modangreb, som den 22. marts generobrede en stor del af brohovedet.
Snart efter forberedte 30. korps et nyt angreb mod Tallouf. 4. indiske infanteridivision fik til opgave at gennemføre et natligt angreb den 23. marts rundt om den venstre side af linjen. Dette angreb ville falde sammen med det større venstresvingsmanøvre, som Montgomery planlagde.

### Forberedelser til "venstresvinget"
I starten af januar 1943 havde en patrulje fra Long Range Desert Group under ledelse af kaptajn N. P. Wilder fundet et pas, som førte ind i Dahar - som fik navnet "Wilder's Gap". En senere patrulje under løjtnant R. A. Tinker var trængt frem til Tebaga-hullet og havde bevist at ruten kunne benyttes og viste svagheden i aksestyrkernes stilling. Tinkers indfald fortsatte længere nord på til Gafsa hvor man fik kontakt med 1. britiske armé, som var under fremrykning fra vest, den 2. februar.
Montgomery forstærkede den 2. newzealandske division under Bernard Freyberg så det blev til det newzealandske korps og gav det ordre til at rykke sydpå gennem Matmata-bakkerne gennem "Wilder's Gap", ind i Dahar. Man skulle bestræbe sig på at sløre denne bevægelse overfor fjendens rekognoscering. Stabsofficerer fra generalløjtnant Brian Horrocks' 10. britiske korps blev hentet ind for at bemande det nye korps hovedkvarter med kvalificeret personel, og det udløste nogle gnidninger mellem generalerne.
Det newzealandske korps fremrykning var planlagt til at forløbe i tre etaper fra den 19. marts. Først var der en 30 km nattematch til Wadi bel Krecheb. Dernæst var yderligere en nattemarch på 65 km til lige inden Tebaga hullet. Den tredje etape bestod af erobringen af hullet ved daggry den 21. eller snarest muligt. Herefter skulle korpset rykke frem til El Hamma, der havde udsigt ned til kystvejen nord for Gabès. Flanken under fremrykningen skulle beskyttes af Leclercs Frie franske styrke og kongens dragongarde. Et angreb med 10. korps fra El Hamma til Gedes skulle afskære den italienske 1. armé, som forsvarede Mareth-linjen og give det newzealandske korps mulighed for at rykke frem til Sfax ved kysten omkring 130 km nord for Gedes, og til landgangsområdet i den vestlige side af byen.
Under planlægningen blev der lagt vægt på behovet for overraskelse og evnen til at gennemføre et lynangreb mod de fjendtlige stillinger. Korpset var forholdsvis let hvad angik infanteri og der blev lagt stor vægt på at artilleriet skulle sprede troppekoncentrationer og bryde moralen. Der blev gjort store anstrengelser for at koordinere angrebet med luftstøtte fra jager- og bombefly. Et samtidigt frontalt angreb mod Mareth-linjen fra 30. korps ville aflede fjendens opmærksomhed og der gøre det svært at gennemføre effektive modangreb. Desuden ville en fremrykning fra 1. britiske armés 2. amerikanske korps fra vest gennem El Guettar true fjendens forbindelseslinjer og fastholde eventuelle forstærkninger fra Sfax området.

### Udførelse
Som planlagt angreb det newzealandske korps fjenden i Tebaga-hullet den 21. marts, men fremrykningen de følgende 4 dage overfor et beslutsomt forsvar fra de tyske 164. lette Afrikadivision og 21. panserdivision foregik kun langsomt selv om indgangen til hullet blev sikret. Ved Mareth-linjen havde 30. korps ligeledes opnået nogen fremgang, men ikke noget gennembrud. Den 23. marts gav Montgomery 10. korps' 1. pansrede division ordre til at forstærke det newzealandske korps fra reserven (hvor det havde været holdt for at kunne udnytte det forventede gennembrud fra enten 30. eller det newzealandske korps under Pugilist) og general Horrocks 10. korps hovedkvarter skulle overtage den overordnede kontrol med de allierede styrkers operationer i Tebaga-hullet.

### Operation Supercharge II
Operation Supercharge II var planlagt til at begynde om eftermiddagen den 26. marts. Det newzealandske korps skulle angribe ind i Tebaga-hullet med to brigader og skabe et hul i fjendens forsvar, som kunne udnyttes af 10. korps' 1. pansrede division.
Efter en halv times luftbombardement begyndte det allierede luftbombardement kl. 16 og angrebet blev indledt. Det lod til at de to tyske divisioner på fronten ikke havde ventet et dagangreb og blev overraskede. Ved mørkets frembrud var der slået et hul i fronten og  efter at have ventet til månen stod op kl. 23 strømmede 1. pansrede division igennem og rykkede hurtigt mod El Hamma, 30 km mod nordøst og halvvejs til Gabès ved kysten. I mellemtiden blev den tyske 15. panserdivision hentet fra reserven for at gennemføre et modangreb mod det newzealandske korps højre flanke om morgenen den 27. marts. Klokken 9 om morgenen var angrebet blevet slået tilbage og det newzealandske korps greb initiativet og trængte op trængte op i bakkerne på deres højre flanke. Da man nåede til aften den 27. marts var den tyske modstand blevet brudt og forbindelseslinjen fremad til den fremrykkende 1. pansrede division sikret. 
I mellemtiden var 1. pansrede division blevet stoppet af de improviserede forsvarsstillinger, som havde lavet ved El Hamma mens kampvognene havde ventet på månelys. Freyberg overbeviste Horrocks om at det newzealandske korps, som var på vej ad vejen til El Hamma for at få forbindelse til 1. pansrede division skulle tage en afstikker mod højre, omgå forsvarsstillingerne ved El Hamma og fortsætte over det vanskelige terræn direkte mod  Gabès.
Da man nåede den 28. marts havde alle aksemagternes styrker ved Mareth-linjen trukket sig tilbage for at imødegå de fremrykkende 10. og newzealandske korps på deres højre flanke, men fikseringen af 1. pansrede division ved El Hamma havde betydet at de havde undgået at blive omringet. Den 29. marts erobrede det newzealandske korps Gedes og fortsat pres mod aksestyrkernes stillinger tvang dem til en yderligere tilbagetrækning til en ny linje omkring 25 km fra Gabès ved Wadi Akarit mens 164. lette infanteridivision og 15. og 21. panserdivision udkæmpede kampe for at beskytte bagtroppen. El Hamma blev rømmet den 29. marts hvorved vejen nordpå blev åbnet for 1. pansrede division nordpå med det newzealandske korps til højre for dem.

## Efterspil
Den 31. marts blev operation Supercharge II afsluttet og det newzealandske korps, som havde haft tab på 52 kampvogne og 945 mand, blev opløst og enhederne fordelt på 10. og 30. korps. Den 30. marts sendte Montgomery følgende meddelelse til Freyberg:
Mine allerbedste lykønskninger til newzealandske og 10. korps for de fremragende resultater ved "venstresvinget". Disse resultater har ført til at fjendens modstand er brudt helt sammen i hele Mareth-stillingen. Giv mine lykønskninger til alle Deres officerer og mænd og fortæl dem hvor tilfreds jeg er med alt hvad de har gjort.
I alt havde slaget om Mareth-linjen kostet 8. arme et tab på 4.000 døde og sårede, hvoraf mange var fra 50. division, foruden mange kampvogne. Selv om aksemagternes styrke kunne trække sig tilbage i forholdsvis god orden var de dog blevet besejret. Over 7.000 blev taget til fange, heraf 2.500 tyskere. 15. panserdivision havde lidt store tab mens 164. lette division havde mistet de fleste af dens våben og køretøjer mens tre italienske divisioner måtte samles til en. Især havde 80. La Spezia lidt svære tab på næsten 50 % mens  16. Pistoia  blev så godt som udryddet som kampstyrke.
Det lykkedes aksestyrkerne at undslippe omringningsforsøget i god orden trods konstant chikane fra de allieredes Desert Air Force. De kunne etablere en ny forsvarslinje ved Wadi Akarit, som måtte overvindes inden Sfax kunne erobres. Trods det indledte Montgomery et nyt angreb den 6. april, brød gennem hullet ved Gabes sidst på den 7. april hvorefter Sfax blev erobret af 8. armé.

## Eksterne kilder
- Anderson, Charles R. Tunisia 17 November 1942 to 13 May 1943. WWII Campaigns. United States Army Center of Military History. CMH Pub 72-12. Arkiveret fra originalen 17. september 2017. Hentet 16. december 2014.
- Anderson, Lt.-General Kenneth (1946). Official despatch by Kenneth Anderson, GOC-in-C First Army covering events in NW Africa, 8 November 1942–13 May 1943.London Gazette: (Supplement)  no. 37779, page 5449, 5. november 1946.
- Battistelli, Pier Paolo (2013). Italian soldier in North Africa 1941-43. Osprey Publishing. ISBN 9781780968551.
- Ford, Ken (2012). The Mareth Line 1943: The end in Africa. Osprey Publishing. ISBN 9781782002994.
- Stevens, Major-General W.G. (1962). Bardia to Enfidaville. The Official History of New Zealand in the Second World War 1939–1945. Wellington: Historical Publications Branch.